# Straßenbahn Olsztyn
| Straßenbahn Olsztyn | Straßenbahn Olsztyn                       |
| --- | ----------------------------------------- |
| Solaris Tramino 3000 und 3002 auf Linie 1 vor dem neuen Rathaus zwischen den Haltestellen Wysoka Brama und Centrum (2016) |                                           |
| grün: Spurweite 1000 mm: 1930–1940 und 1946–1965 violett: Spurweite 1435 mm: seit 2015                                    |                                           |
| Spurweite: | 1907 bis 1965: 1000 mm seit 2015: 1435 mm |
| |                                           |

Die Straßenbahn Olsztyn verkehrte von 1907 bis 1965 in Allenstein/Olsztyn, heute Woiwodschaft Ermland-Masuren (Polen).
Seit 2015 besteht in Olsztyn ein neues Straßenbahnnetz. Als einziges in Polen besitzt es keine Wendeschleifen und ist deshalb auf Zweirichtungsfahrzeuge angewiesen. Netzbetreiber ist Zarząd Dróg, Zieleni i Transportu w Olsztynie, das städtische Amt für Straßen, Grünanlagen und Transport.

## Meterspuriger Straßenbahnbetrieb von 1907 bis 1965
In der in Ostpreußen (Königreich Preußen, Deutsches Kaiserreich) gelegenen Stadt Allenstein wurde zu Beginn der 1900er Jahre die Errichtung einer elektrischen Straßenbahn diskutiert. Da kein privater Unternehmer Interesse zeigte, beschloss die Stadtverwaltung am 17. Juli 1906 den Bau von Elektrizitätswerk und Straßenbahn. Die Straßenbahn wurde eingleisig und in Meterspur gebaut. Am 15. Dezember 1907 wurde der Betrieb aufgenommen, es verkehrten zwei Linien (polnische Entsprechungen mit Stand 2016):
Linie 1 Bahnhof–Remontemarkt (heute: Dworzec Olsztyn Główny–Plac Roosevelta)
Linie 2 Guttstädter Straße–Jakobsberg (heute: 1 Maja–Jakubowo)
1909 wurde Linie 1 vom Remontemarkt zum Eisenbahnhaltepunkt Allenstein West (heute: Dworzec Olsztyn Zachodni) verlängert. Züge der Linie 1 verkehrten alle 7,5 Minuten, Linie 2 alle 15 Minuten.
Eine weitere Anpassung an das Wachstum der Stadt erfolgte zunächst nicht. Erst 1930 wurde das Straßenbahnnetz letztmals ausgebaut, Linie 1 wurde bis zum Jahnweg (heute: ul. Jeziorej) verlängert, wofür ein kurzer Abschnitt der bisherigen Strecke zum Haltepunkt Allenstein West stillgelegt wurde.
Im September 1939 wurde in Allenstein der Betrieb mit Oberleitungsbussen aufgenommen. Die 1940 eröffnete Obuslinie 2 ersetzte die Straßenbahnlinie 2. Seitdem verkehrte als einzige Straßenbahnlinie nur noch die Linie 1.
Im März 1945 wurden Straßenbahn- und Obusbetrieb in Folge des Zweiten Weltkriegs eingestellt, am 23. Mai 1945 wurde Allenstein als Teil des südlichen Ostpreußens Polen angegliedert. Am 30. April 1946 wurde der Straßenbahnbetrieb wieder aufgenommen. Am 28. Juni 1946 wurde die Linie 2 wiedereröffnet. Die Straßenbahn konnte immer weniger den Ansprüchen genügen, die eingleisigen Strecken machten den Betrieb schwerfällig. Am 20. November 1965 wurde der Straßenbahnbetrieb auf beiden Linien eingestellt.
1971 endete auch der Obusbetrieb in Olsztyn.

## Normalspuriger Straßenbahnbetrieb seit 2015

Streckennetz der modernen Straßenbahn vor Eröffnung der Strecke nach Pieczewo

### Vorplanungen
Seit 1971 erfolgte der öffentliche Nahverkehr in Olsztyn ausschließlich mit Omnibussen. Ab 2004 wuchs in der Stadt das Bewusstsein, dass nach 2007 neue Transportmittel benötigt werden würden. Im August 2006 entstand deshalb ein erstes Konzept für ein neues Straßenbahnnetz (siehe Renaissance der Straßenbahn). Entsprechend dem Wachstum der Stadt sollte dieses hauptsächlich in den Süden ausgerichtet sein. Am 14. Januar 2010 wurde die Projektierung des Straßenbahnbaus beauftragt. Am 26. Juni 2011 wurde der Bau des Straßenbahnnetzes endgültig beschlossen, am 12. Juni 2012 begannen die Bauarbeiten. Im Unterschied zum früheren Netz wurde das neue Straßenbahnnetz in Normalspur errichtet.

### Bau mit Schwierigkeiten
Im Juni 2011 wurde die spanische Firma FCC Construcción mit dem Bau beauftragt. Die Baukosten wurden mit rund 250 Millionen Złoty angegeben. Im März 2012 begannen die Arbeiten, aber bereits im August 2013 wurde der Vertrag von Seiten der Stadt aufgelöst: es war klar geworden, dass der Bauunternehmer die Bauübergabe nicht fristgerecht durchführen würde. Die Subventionen des Projekts mit EU-Geldern waren an eine Betriebsaufnahme spätestens zum 31. Dezember 2015 geknüpft.
Um diesen Termin einhalten zu können, wurde der Bau in fünf Lose aufgeteilt, welche an verschiedene Firmen oder Konsortien vergeben wurden. So hatte das Los B den Bau der Straßenbahnstrecke entlang der Straße Obiegowa zum Ziel. Dem aus drei Firmen bestehendem Konsortium gehörten u. a. die Unternehmen Strabag und Strabag Rail an. Die fünf Lose wurden für Summen im Bereich von 24 Millionen bis 150 Millionen Złoty vergeben. Der Gesamtbetrag dieser Vergaben lag bei rund 380 Millionen Złoty.

### Schienennetz
Das neue Straßenbahnnetz besteht aus einer zweigleisigen Hauptachse von 7,5 km Länge vom Hauptbahnhof (dworzec główny) in den Süden der Stadt nach Osiedle Jaroty (ul. Wincentego Witosa/ul. Immanuela Kanta) mit einem eingleisigen, rund 2 km langen Seitenast zur Universität und einem bis auf den Abschnitt zwischen den Haltestellen Wysoka Brama und Centrum zweigleisigen Seitenast von rund 1 km Länge in die Innenstadt. Das frühere Straßenbahnnetz wird hierbei nur an zwei Stellen – vor dem Hauptbahnhof und in der Innenstadt – berührt, ansonsten besteht keinerlei Deckung mit dem alten Netz. Der Betriebshof der Straßenbahn befindet sich auf dem Gelände des Omnibusbetriebshofs. Er liegt abseits vom Liniennetz und ist mit einer Betriebsstrecke angeschlossen.

### Betriebsaufnahme und weitere Entwicklung
Am 19. November 2015 wurden die ersten Probefahrten durchgeführt, am 24. November konnte das gesamte Netz befahren werden. Am 6. Dezember 2015 wurde der Straßenbahnbetriebshof in der Kołobrzeska mit einem Tag der Offenen Tür der Bevölkerung vorgestellt, hierbei bestand erstmals die Möglichkeit zur Mitfahrt.
Die Aufnahme des Linienverkehrs erfolgte in drei Schritten zum Jahresende 2015. Linie 1 wurde am 19. Dezember eröffnet, Linie 2 folgte am 27. Dezember und Linie 3 am 31. Dezember.
Bei Aufnahme des regulären Verkehrs am 1. Januar 2016 bestand damit folgendes Liniennetz:
| Linie | Streckenverlauf                              | Streckenlänge | Anzahl Haltestellen |
| ----- | -------------------------------------------- | ------------- | ------------------- |
| 1     | Wysoka Brama ↔ Kanta                         | 6,8 km        | 13                  |
| 2     | Dworzec Główny ↔ Kanta                       | 7,4 km        | 14                  |
| 3     | Dworzec Główny ↔ Uniwersytet-Prawocheńskiego | 5,4 km        | 11                  |

Am 30. Dezember 2023 wurde eine Neubaustrecke nach Pieczewo eröffnet, die seitdem von den Linien 4, die zum Hauptbahnhof (dworzec główny) führt, sowie der Linie 5, die nach Wysoka Brama führt, befahren wird. Bereits am 14. Dezember war zudem die nun zweigleisig in anderer Lage errichtete neue Endhaltestelle Wysoka Brama in Betrieb gegangen. Damit erreichte das Netz eine Streckenlänge von 16 km.

## Fahrzeuge

### 1907 bis 1965
Zur Eröffnung der Straßenbahn standen sechs Triebwagen und zwei Beiwagen zur Verfügung, der Bestand vergrößerte sich bis 1910 auf elf Triebwagen und sieben Beiwagen. Im Juli 1925 wurden fünf Triebwagen von der Waggonfabrik Steinfurt in Königsberg beschafft. Dieser Typ entsprach etwa den in Königsberg (heute Kaliningrad) und Elbing (heute Elbląg) verwendeten Fahrzeugen. Wie in diesen beiden Städten wurde damit in Allenstein die automatische Scharfenbergkupplung eingeführt.
1946 erhielt Olsztyn (Allenstein) gebrauchte Straßenbahnen aus Elbląg (Elbing) 1950 weitere aus Słupsk (Stolp). 1956 gelangten die ersten Straßenbahnen aus polnischer Produktion vom Typ Konstal 2N nach Olsztyn. Bis 1960 ersetzten sie den gesamten bisherigen Wagenbestand.
Bei Einstellung des Straßenbahnbetriebs wurden die Konstal 2N nach Bydgoszcz (Bromberg), Toruń (Thorn), Łódź und Grudziądz (Graudenz) abgegeben.

### Ab 2015
Für den neuen Straßenbahnbetrieb wurden beginnend ab Juni 2015 15 Solaris Tramino in der Zweirichtungsausführung geliefert. Diese dreiteiligen Fahrzeuge sind 29,3 Meter lang und 2,5 Meter breit. Sie bieten bis zu 200 Fahrgästen Platz und haben 43 Sitzplätze und zwei Rollstuhlplätze.
Für geplante Netzerweiterungen wurde 2017 eine Ausschreibung für bis zu 24 neue Fahrzeuge durchgeführt. Den Zuschlag erhielt das türkische Unternehmen Durmazlar, das als einziger Hersteller ein Angebot abgegeben hatte. Die Fahrzeuge des Typs Panorama haben bei einer Länge von 32,5 Metern eine Breite von 2,5 Metern, weisen 40 Sitzplätze auf und können insgesamt 210 Fahrgäste aufnehmen. Der Vertrag lief über zunächst zwölf Fahrzeuge. Die beiden ersten Triebwagen sollten bis Ende 2019 geliefert werden, die restlichen zehn bis Mai 2020. Seit dem 14. Juni 2021 sind die Fahrzeuge, von denen nach der Wahrnehmung entsprechender Optionen insgesamt 18 Stück geliefert wurden, im Einsatz. Zur Unterbringung der Fahrzeuge wurde das Depot um eine fünfgleisige Abstellhalle und eine dreigleisige Instandhaltungshalle erweitert.
Im Juni 2024 wurde eine Ausschreibung zur Beschaffung weiterer sechs sowie optional acht Fahrzeuge veröffentlicht. Zu den Anforderungen gehörten ein Niederfluranteil von mindestens 70 %, eine Breite von 2,5 m und eine Länge von 29 bis 33 m. Angebote wurden von den Unternehmen Saatz und CSI Invest abgegeben, welche zuvor beide nicht als Hersteller von Straßenbahnfahrzeugen auftraten. Obwohl Ende September 2024 dasjenige von Saatz zum vorteilhaftesten Angebot erklärt worden war, die Fahrzeuge wären fünfteilige Multigelenkwagen gewesen, kam es schließlich doch nicht zum Vertragsabschluss. Zur Finanzierung hatte sich die Stadt um Mittel aus einem Förderprogramm der Europäischen Union beworben, bei welchem sich die Bekanntgabe der ausgewählten Bewerbungen stark verzögerte. Deshalb wurde die Ausschreibung im Dezember 2024 annulliert.

## Bilder

Straßenbahn in der Allensteiner Oberstadt (1908)
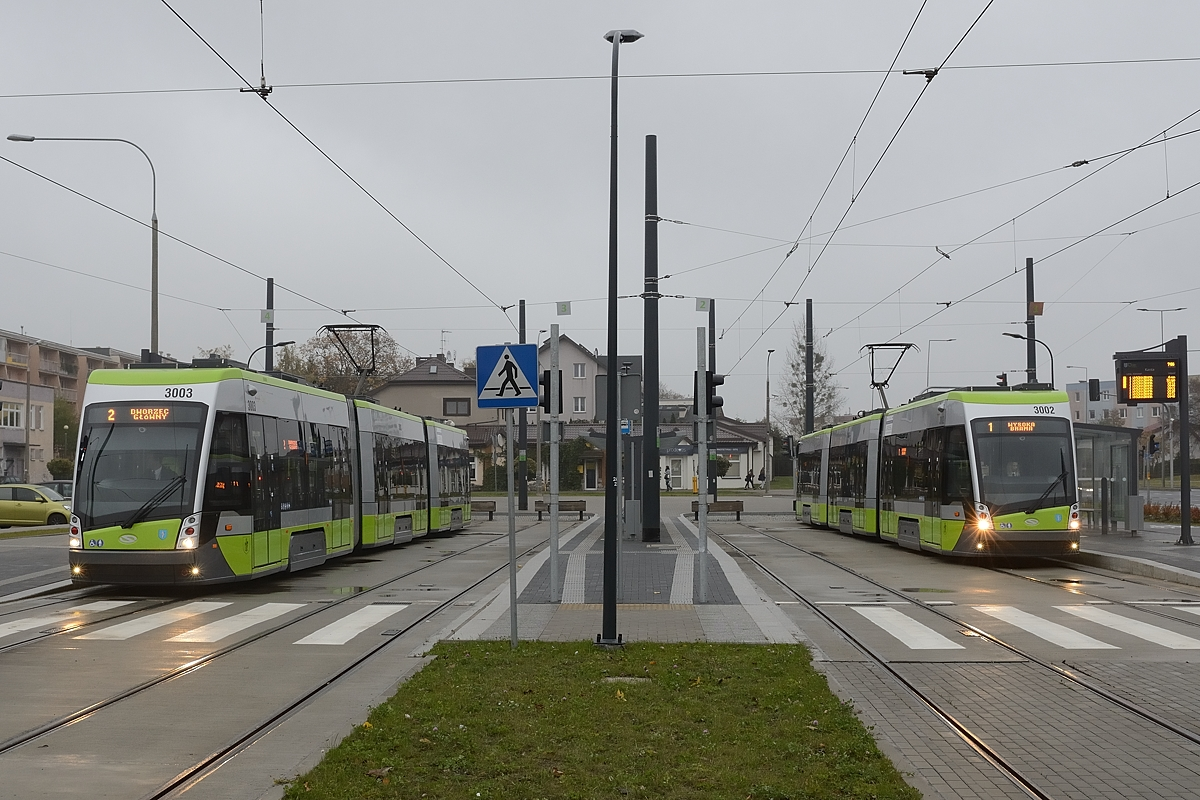
Solaris Tramino 3002 und 3003 an der Endhaltestelle Kanta der Linien 1 und 2 (2016)
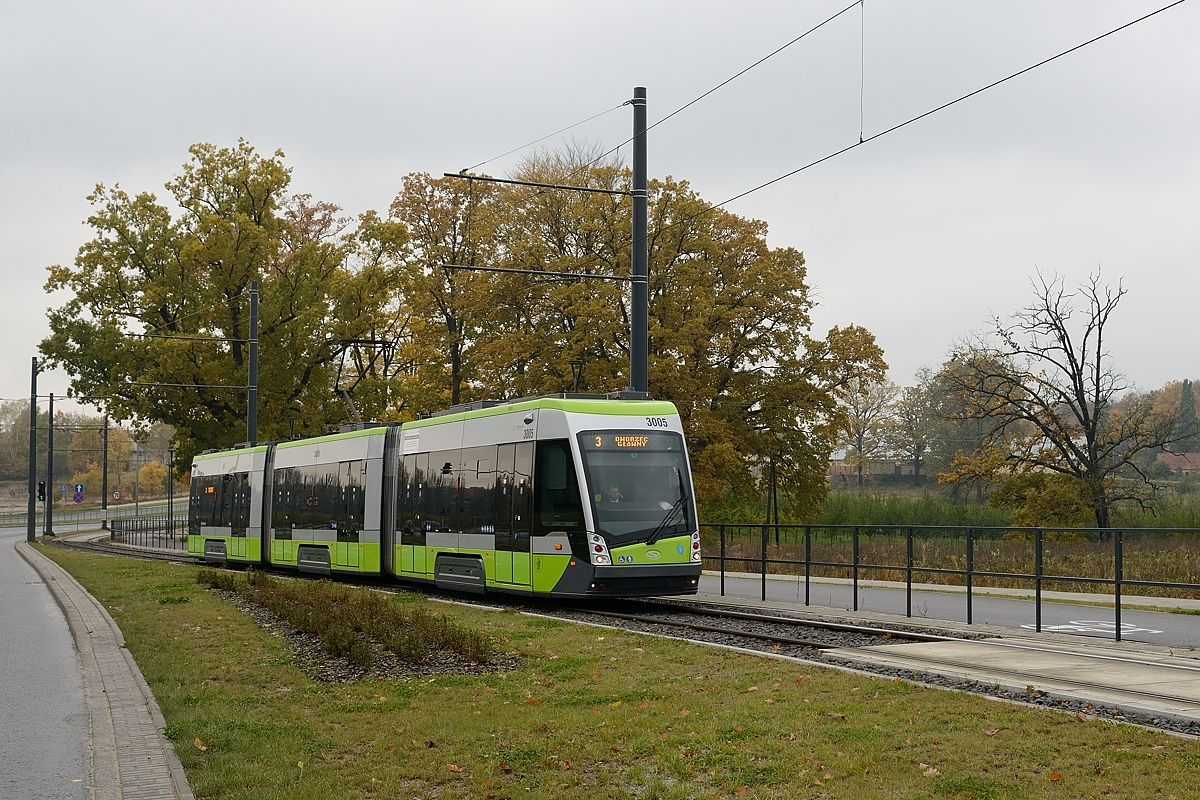
Solaris Tramino 3005 auf dem eingleisigen Abschnitt der Linie 3 neben der ul. Juliana Tuwima (2016)
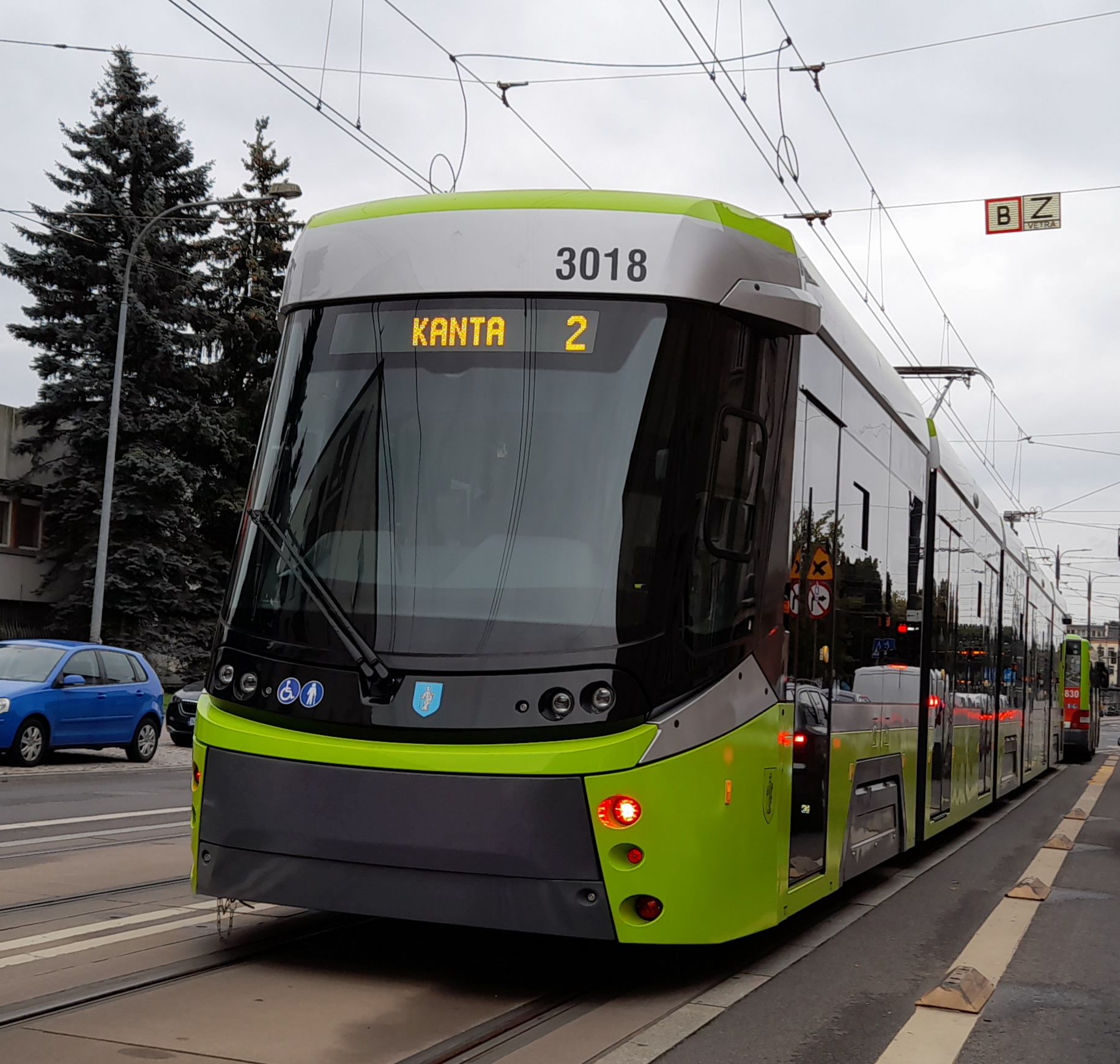
Durmazlar Panorama 3018 auf der Linie 2 (2021)